# MARS-500
MARS-500 je naziv eksperimenta i zemaljskog modula u kojem se simuliraju uslovi leta sa ljudskom posadom do Marsa. Eksperiment se sporovodi na Institutu biomedicinskih problema Ruske Akademije nauka. Eksperiment se se zove MARS 500 jer po planu sam let do Marsa bi trebalo da traje 250 dana,a povratak bi trajao oko 240 dana. Ostatak vremena bi kosmonauti proveli u orbiti oko Marsa i na površini planete 
Eksperiment će trajati 520 dana, sa mogućnošću da se produži do 700.

## Spoljašnje veze
- MARS-500 Članak o eksperimentu u časopisu Astronomija[мртва веза]
- Information at the official site.
- Official ESA call for candidates, issued on June 19, 2007.
- Simulated Trip to Mars Is Planned[мртва веза], by the Washington Post, June 21, 2007.
- "Mars-500" Project Calls For Volunteers, article by Anna Kizilova, August 2006.
- Russia Plans 500-Day Mock Mars Mission, October 11, 2004.